# Koerdistan
Koerdistan (Koerdisch: كوردستان [letterlijk land van de Koerden], vroeger Curdia, Latijn: Corduene) is een historisch-geografische landstreek in het noordoosten van het Midden-Oosten die sinds 1918 verdeeld is over Turkije, Perzië (Iran), Syrië, Armenië en Irak en die voornamelijk bewoond wordt door Koerden met een Aramese, Arabische, Turkse en Armeense minderheid.
In bepaalde Koerdische steden dateert de stedelijke nederzetting uit de prehistorie, vooral Piranshahr met 8000 jaar stedelijke nederzetting en Arbil met 6000 jaar stedelijke nederzetting.

## Staatkunde en geografie
De precieze grenzen zijn niet duidelijk, maar Koerdistan bestaat ongeveer uit Turks-Koerdistan (of Noord-Koerdistan, Bakur) in het zuidoosten van Turkije, Iraaks-Koerdistan (of Zuid-Koerdistan, Bashur) in noordelijk Irak (Koerdische Autonome Regio en enkele gebieden daarbuiten), Iraans-Koerdistan (of Oost-Koerdistan, Rojhelat) in noordwestelijk Iran (vooral West-Azerbeidzjan, Kordestan en Kermanshah), West-Koerdistan (Rojava) in het noordoosten van Syrië en een klein gebied in Armenië.
Het gebied heeft een geschatte oppervlakte van ongeveer 191.660 km² tot 392.000 km², afhankelijk van welke gebieden ertoe worden gerekend. Het bestaat voornamelijk uit bergachtige streken (Zagros- en Taurusgebergte) en enkele lager gelegen woestijnachtige streken. Het gebied wordt bevloeid door de twee grote rivieren Tigris en Eufraat.
Sommige Koerdische nationalistische organisaties streven naar een onafhankelijke staat, bestaande uit enkele of alle van de gebieden met Koerdische meerderheden, terwijl andere organisaties streven naar grotere Koerdische autonomie binnen de bestaande nationale grenzen. Iraaks-Koerdistan kreeg als eerste de autonome status in 1970 door een overeenkomst met de Iraakse regering; haar status werd opnieuw bevestigd als een zelfstandige entiteit binnen de federale Iraakse republiek in 2005. Koerden die vechten in de Syrische Burgeroorlog waren in staat om de controle over grote delen van het noordoosten van Syrië over te nemen, de gecreëerde de facto autonome regio heet Rojava.

## Bevolking
Het gebied is etnisch zeer divers. De grootste groep vormen de Koerden, vandaar de naamgeving. In Turks-Koerdistan leven daarnaast ook grote groepen Turken, Zaza en Turkmenen. Op het platteland in Zuidoost-Turkije leven ook nog relatief veel Armeniërs en Arameeërs. In Syrisch- en Iraaks Koerdistan is er eveneens een grote populatie Turkmenen, Arabieren, Arameeërs, Armeniërs en kleinere groepen Jezidi's. In Iraans-Koerdistan vormen de Azeri de grootste minderheid en is ook een kleine gemeenschap van Joden aanwezig.
Naar schatting zijn er ruim 30 miljoen Koerden, waarvan de meeste in Koerdistan zelf wonen; de overige Koerden wonen verspreid over Azië, de Verenigde Staten en vooral Europa.

### Taal
Het Koerdisch (Kurdî), waarvan meerdere varianten en dialecten bestaan, is net als het Perzisch een Indo-Iraanse taal. Koerden vieren Newroz (het begin van de lente) wat een aanduiding is voor hun zoroastrische en Indo-Europese afkomst. Daarnaast wordt er het Aramees, Armeens, Turks en Arabisch door verschillende minderheden gesproken.

## Geschiedenis

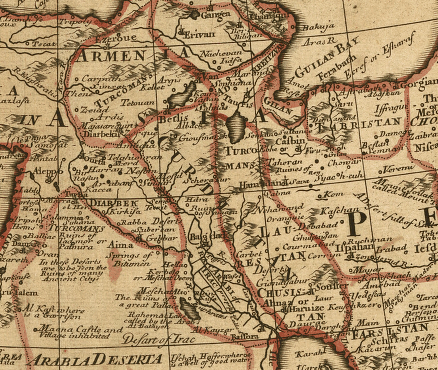
Kaart van Koerdistan 1721

Uit vondsten in Jarmo (Irak) kan men opmaken dat het gebied reeds in het 7e millennium voor Christus bewoond was. De eerste tekenen van een Koerdistan gaan terug naar ongeveer 3000 voor Christus. Het kreeg zijn huidige etnische structuur pas door de Perzische invallen van circa 800 voor Christus.
In de loop der tijd werden de Koerden geïntegreerd in en veroverd door vele volkeren. Het gebied werd in de 16e eeuw verdeeld tussen het Ottomaanse en het Safawidenrijk (1501-1736). In de tijd van de Ottomanen woonden de meeste Koerden in de buurt van Amed.

### Eerste Wereldoorlog en interbellum
Na de val van het Ottomaanse Rijk aan het einde van de Eerste Wereldoorlog werd in het Verdrag van Sèvres, dat eenzijdig werd opgesteld door de geallieerden onder leiding van de Engelsen en Fransen, de Koerden (en ook andere volkeren zoals de Armeniërs) een eigen land beloofd. Dit verdrag is echter nooit geaccepteerd door de Turken. Mustafa Kemal Atatürk begon een Onafhankelijkheidsoorlog en verjoeg de geallieerden uit het huidige Turkije. De Vrede van Lausanne was hiervan het gevolg. Hierin komen de woorden "Koerden", "Koerdistan" of "Koerdisch" niet voor; alhoewel er veel artikelen waren die over onder meer de Koerden gingen, werden ze niet bij naam genoemd (artikelen 38 t/m 44 waarborgden de rechten van minderheden, maar vooral die van "niet-moslimminderheden").
Omdat "Koerd" zeggen - oftewel alles wat ermee te maken had - verboden was, werden Koerden sinds de jaren 1930 officieel "Bergturken" genoemd. Dit leidde tot hevige opstanden zoals de Opstand van Sheik Said of de Opstand van Dersim. Deze opstanden werden door de Turkse regering allemaal bruut neergeslagen. Door het hele land werden Koerden vervolgd en geëxecuteerd, onder wie ook Sheik Said Piran. De aanvoerder van de Opstand van Dersim, Seyid Riza, werd met andere Koerdische leiders en strijders opgehangen.

### Na 1945
In 1946 riepen Koerden onder leiding van Mustafa Barzani, gesteund door Russische bezettingstroepen, de Republiek Mahabad uit in Noord-Iran. Echter, zodra de Russen zich terugtrokken maakte het Iraanse leger een einde aan de republiek. Barzani vluchtte naar de Sovjet-Unie, maar mocht na de val van de Iraakse monarchie in 1958 terugkeren naar Irak. Evenwel werden de beloften aan zijn partij KDP voor autonomie voor de Iraakse Koerden niet nagekomen.
In de jaren 80 begon de PKK onder leiding van Abdullah Öcalan een gewapende strijd voor een onafhankelijk Koerdistan. De strijd heeft al meer dan 30.000 doden gekost maar nog geen Koerdische autonomie opgeleverd.
De Koerden in het tegenwoordig Turkije werden voor een groot deel door de Turken geassimileerd. Veel Koerden uit Turkije (Noord-Koerdistan) kunnen dan ook geen Koerdisch meer spreken.

## Politiek
Veel Koerden streven er al sinds het begin van de 20e eeuw naar om hun volk te verenigen in een onafhankelijke staat. Deze wens domineert de Koerdische politiek in de betrokken landen. Heden ten dage zijn er zowel pacifistische Koerdische organisaties als Koerden die gewapend strijd voeren met als doel autonomie voor Koerdistan. Op 25 september 2017 sprak een niet-bindend referendum zich met ruim 92% voor een onafhankelijk Koerdistan uit.

### Irak

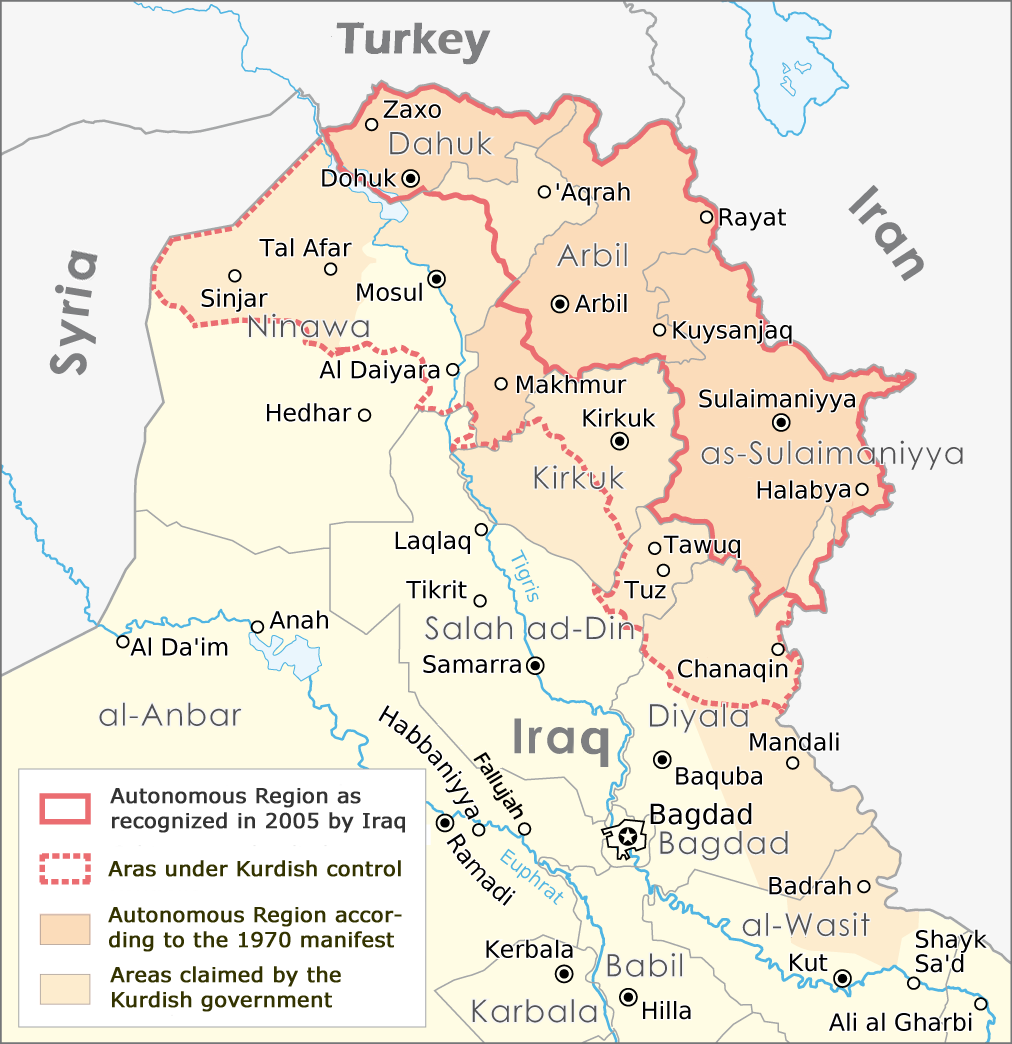
Kaart van Iraaks-Koerdistan.

In het noorden van Irak (Zuid-Koerdistan) hebben de Koerden gedeeltelijke autonomie gekregen, mede dankzij het ineenstorten van het centraal gezag van Saddam Hoessein tijdens de Irakoorlog (sinds 2003) en de militaire steun geboden door de Multinationale troepenmacht in Irak. Sedertdien wint Iraaks-Koerdistan geleidelijk aan autonomie, met als belangrijke politieke kwestie de status van de oliestad Kirkoek, die formeel buiten de Koerdische regio valt maar er mogelijk bij aan zal sluiten. Iraaks-Koerdistan heeft de afgelopen jaren wereldwijd diplomatieke banden aangeknoopt, met als een van de belangrijkste landen buurland Turkije.

### Iran
Ook wel Oost-Koerdistan genoemd en omvat het noordwesten van Kordestan, Kermanshah, Ilam en delen van West-Azerbeidzjan. Van de twaalf tot vijftien miljoen Iraanse Koerden is een groot deel sjiitisch.

### Turkije
Als gevolg van de staatsgreep van Mustafa Kemal Atatürk, waaruit de Republiek Turkije werd uitgeroepen, werd Turkije een panturkische staat die de rechten van minderheden zoals de Koerden en Arameeërs niet wilde erkennen. De Koerden werden behandeld als tweederangsburgers. Ze werden "bergturken" genoemd, die werd verboden om het Koerdisch te spreken en ze mochten zichzelf niet Koerdisch noemen.
Het taboe op de naam van Koerdistan en de Koerden in de politiek werd begin 21e eeuw doorbroken. De regering van Recep Tayyip Erdoğan heeft, mede met het oog op Turkse EU-toetreding, hervormingen doorgevoerd ten aanzien van de Koerden. Hoewel de PKK verboden en bestreden blijft, worden andere Turks-Koerdische partijen toegelaten. Door de hoge kiesdrempel slagen Koerdische kandidaten er vooralsnog niet in met een partij in het Turkse parlement te komen, maar door als onafhankelijke partij op te komen en na de verkiezingen een fractie te vormen in het parlement kunnen Koerden steeds meer deelnemen aan de Turkse politiek.

### Syrië
Tijdens de Syrische Burgeroorlog hebben de Syrische Koerden kans gezien om een autonoom gebied te realiseren, genaamd Rojava.
Koerdistan
| Vlag | Naam                                 | Hoofdstad  | Dialect             | UTC   | Status         |
| ---- | ------------------------------------ | ---------- | ------------------- | ----- | -------------- |
|      | Turks-Koerdistan (Noord-Koerdistan)  | Diyarbakir | Kurmancî            | +3    | Geen autonomie |
|      | Iraans-Koerdistan (Oost-Koerdistan)  | -          | Soranî en Pahlavanî | +3.30 | Geen autonomie |
|      | Iraaks-Koerdistan (Zuid-Koerdistan)  | Erbil      | Soranî en Pahlavanî | +3    | Autonome regio |
|      | Syrisch-Koerdistan (West-Koerdistan) | Ain Issa   | Kurmancî            | +3    | Autonome regio |

## Sport
Koerdistan wordt in het voetbal vertegenwoordigd door het Koerdisch voetbalelftal. Het speelt soms internationale wedstrijden. Het team bestaat vooral uit spelers uit de Iraakse Koerdische Autonome Regio. Onder auspiciën van de voetbalbond NF-Board bereikten de Koerden tweemaal de finale van het VIVA-wereldkampioenschap voetbal, waar het zowel in 2009 als in 2010 verloor van Padanië.

## Varia
- De Stichting Nederland-Koerdistan (SNK) geeft sinds mei 1991 samen met de Vereniging Mensenrechten Koerdistan (VMK) een maandelijks nieuwsbulletin uit, de Koerdistan koerier.
- Doordat Koerdistan niet als zelfstandige staat wordt erkend en strijders van de Koerdische Arbeiderspartij (PKK) voor een onafhankelijk Koerdistan met name in Turkije bloot staan aan vervolging, claimen grote aantallen Koerden de vluchtelingenstatus in andere landen. Over hun lot schreef de Brits-Nieuw-Zeelandse schrijfster Elizabeth Laird de roman Kiss the Dust (1991), dat is opgedragen aan de Koerdische vluchtelingen; de Nederlandse vertaling werd uitgebracht onder de titel Wij zijn Koerdistan (2005).

Iraaks-Koerdistan ·
Iraans-Koerdistan · 
Syrisch-Koerdistan ·
Turks-Koerdistan

Emiraat Biyara ·
Koninkrijk Koerdistan ·
Republiek Ararat ·
Republiek Mahabad